# Серые кефали
Се́рые кефа́ли (лат. Mugil) — род морских лучепёрых рыб семейства кефалевых (Mugilidae). В настоящее время в составе рода насчитывают 17 видов. Самый известный представитель — кефаль-лобан (Mugil cephalus).

## Распространение
Большинство представителей рода обитает в морях тропического и субтропического поясов. Несколько видов обитает в пресных водах тропической Америки, Мадагаскара, Юго-Восточной Азии, Австралии и Новой Зеландии.
В водах России известен только один вид данного рода — лобан, обитающий в Чёрном, Азовском и Японском морях.

## Классификация
Длительное время основой системы данного рода (и семейства кефалевых в целом) были данные морфометрии, что привело к формированию запутанной таксономии с большим числом видов. Результатом ревизии, проведённой в последней четверти XX века Дж. М. Томсоном (англ. J. M. Thomson), стало сведение большинства названий в синонимы. В настоящее время в составе рода рассматривают 17 видов:
- Mugil bananensis Pellegrin, 1927
- Mugil broussonnetii Valenciennes, 1836
- Mugil capurrii Perugia, 1892
- Лобан (Mugil cephalus Linnaeus, 1758)typus
- Mugil curema Valenciennes, 1836
- Mugil curvidens Valenciennes, 1836
- Mugil gaimardianus Desmarest, 1831
- Mugil galapagensis Ebeling, 1961
- Mugil gyrans (Jordan et Gilbert, 1884)
- Mugil hospes Jordan et Culver, 1895
- Mugil incilis Hancock, 1830
- Mugil liza Valenciennes, 1836
- Mugil platanus Günther, 1880
- Mugil rammelsbergii Tschudi, 1846
- Mugil rubrioculus Harrison, Nirchio, Oliveira, Ron et Gaviria, 2007
- Mugil setosus Gilbert, 1892
- Mugil trichodon Poey, 1875